# Relações entre Hong Kong e Macau

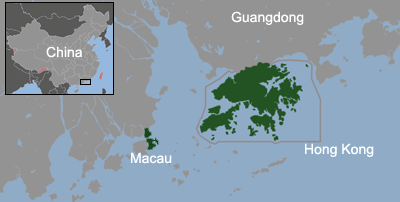
Localização de Hong Kong e Macau

As relações Hong Kong-Macau referem-se às relações bilaterais entre Hong Kong e Macau. 

## História
Hong Kong e Macau estão localizadas a leste e oeste do Delta do Rio das Pérolas, respectivamente, com uma distância aproximada de 64 km entre eles. As relações bilaterais de Hong Kong e Macau podem ser rastreadas desde o Neolítico Médio. Hong Kong e Macau estavam sob a influência do mesmo tipo de cultura neolítica. Ferramentas e ornamentos usados em ambos os lugares mostram relação estreita entre ideias e comércio entre os dois. Hong Kong tornou-se a primeira colônia européia no leste da Ásia por ser ocupada pelo Império Português como Tamão no início do século XVI. Os portugueses foram derrotados pelo Império Ming em Hong Kong em 1521, e eventualmente tomaram Macau como seu assentamento no estuário do Rio das Pérolas como um substituto. Macau permaneceu como o mais importante entreposto europeu no leste da Ásia desde o século XVII. Só quando Hong Kong caiu nas mãos dos ingleses no início da década de 1840, Macau enfrentou a concorrência regional de uma colônia britânica mais aberta e livre. Desde então, Hong Kong e Macau competiram e cooperaram por serem os centros comerciais no estuário do Rio das Pérolas. Eventualmente Hong Kong desenvolveu-se como um dos entrepostos mais movimentados e centros financeiros, enquanto Macau se tornou uma capital mundial do jogo.

## Comércio
Em 2015, Macau era o segundo maior destino de exportação de Hong Kong, totalizando 6,1% do total das exportações de Hong Kong. A quantia de exportação totalizou US$ 8,4 bilhões, com equipamentos de transmissão, jóias e relógios de metais preciosos como os principais produtos. Por outro lado, Hong Kong é o maior destino de exportação de Macau. Somando US$ 774 milhões, com relógios de metais preciosos, jóias, baús e caixas como os principais produtos comerciais, as exportações para Hong Kong constituem 53% do total das exportações de Macau.

## Turismo
Enquanto o turismo é um dos pilares de ambas as economias, Hong Kong e Macau contribuem com uma proporção notável de turistas entre si. Enquanto Macau é conhecida como a capital dos jogos do mundo e depende fortemente do turismo, Hong Kong é a segunda maior fonte de turistas de Macau. Em 2013, 6.766.044  de Hong Kongers foram responsáveis por quase um quarto do total de visitantes de Macau. Por outro lado, enquanto Hong Kong é o destino turístico mais popular do mundo, Macau é o sexto mercado-fonte visitante de Hong Kong, logo a seguir à China Continental, Taiwan, Estados Unidos e Japão.

## Tratados e acordos
O "Acordo sobre a Transferência de Pessoas Condenadas" foi assinado entre Hong Kong e Macau em maio de 2005. Como resultado, pessoas sentenciadas dos dois territórios com sua respectiva cidadania seriam transferidas de volta ao seu local de origem.
Apesar da estreita ligação entre as duas jurisdições, não existem tratados ou acordos de extradição assinados entre Hong Kong e Macau. Acusados de cometer um crime ou condenados por um crime cuja punição ainda não tenha sido plenamente cumprida em qualquer das jurisdições, não seriam transferidos pelas autoridades de uma jurisdição para as de outra, a pedido desta, para efeitos de ação penal ou punição, respectivamente.

## Incidentes
O "Conjunto de Autorização de Imigração HK-Macau Simplificado" foi estabelecido em 9 de Dezembro de 2009. Os cidadãos podem usar seus cartões de identidade para viajar entre as duas regiões sem fornecer cartões de chegada e partida. No entanto, após o Movimento dos Guarda-Chuvas, alguns vereadores pró-democratas de Hong Kong foram impedidos de entrar em Macau. A conselheira legislativA do Partido Democrático de Hong Kong,  Dra. Helena Wong Pik-wan em 29 de agosto 2017, o vereador distrital do NeoDemocrats Kwan Wing-Yip em 30 de Agosto 2017, e o vereador distrital do Partido Cívico Andy Yu Tak-po em 03 de setembro de 2017 foram impedidos de entrar em Macau. O porta-voz do Civic Party exortou a presidente-executiva de Hong Kong, Carrie Lam Cheng Yuet-ngor, a expressar suas preocupações com Macau e exigir uma explicação.